# La Lastrilla
La Lastrilla ist eine Gemeinde in der spanischen Provinz Segovia. Sie liegt im Süden der Autonomen Region Kastilien und León, an der Nordwestabdachung der Sierra de Guadarrama. Sie hat 4.697 Einwohner (Stand: 2024). Zur Gemeinde gehören neben dem Hauptort La Lastrilla die Ortschaft El Sotillo sowie die Wüstung Ojalinilla.

## Geographie
La Lastrilla liegt etwa drei Kilometer nordnordöstlich vom Stadtzentrum von Segovia in einer Höhe von ca. 1035 m.
La Lastrilla liegt innerhalb der Zone des kontinentalen mediterranen Klimas. 

## Bevölkerungsentwicklung
| Jahr      | 1970 | 1981 | 1991 | 2001 | 2011 | 2021 |
| Einwohner | 289  | 267  | 635  | 1814 | 3405 | 4186 |

## Sehenswürdigkeiten
- Johannes-der-Täufer-Kirche (Iglesia de San Juan Bautista)

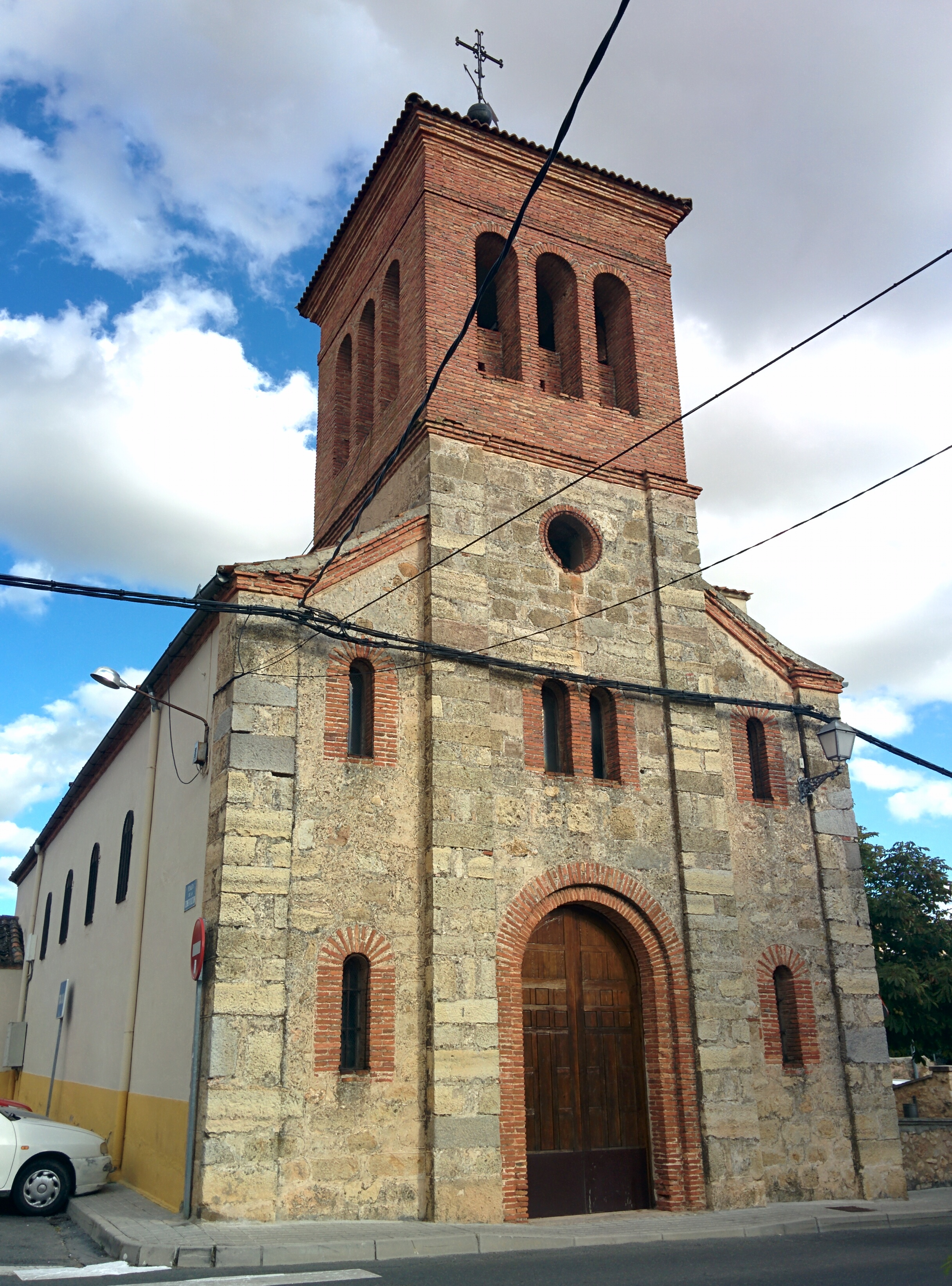
Johannes-der-Täufer-Kirche
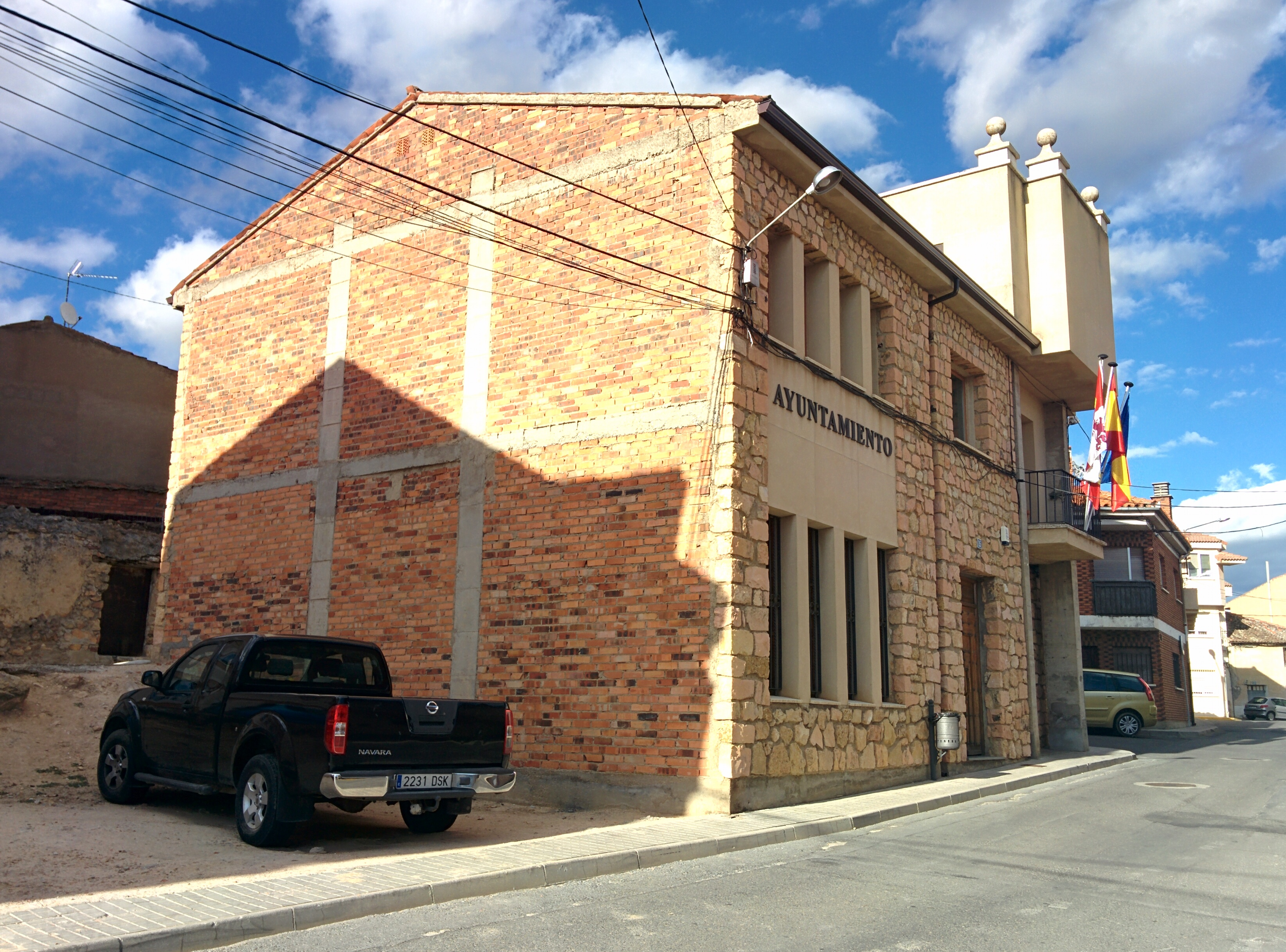
Rathaus